# ماتي كاي
ماتي كاي (بالإنجليزية: Matty Kay)‏ هو لاعب كرة قدم بريطاني في مركز الوسط، ولد في 12 أكتوبر 1989 في بلاكبول في المملكة المتحدة. لعب مع نادي بارسكو ونادي بلاكبول.

## وصلات خارجية
- ماتي كاي على موقع قاعدة بيانات كرة القدم.إي يو (الإنجليزية)
- ماتي كاي على موقع Soccerbase.com (لاعب) (الإنجليزية)